# Aspelands kontrakt
Aspelands kontrakt var ett kontrakt i Linköpings stift inom Svenska kyrkan. 

## Historik
Aspelands kontrakt var ett kontrakt i Linköpings stift inom Svenska kyrkan. De bestod av Mörlunda församling, Tveta församling, Virserums församling, Järeda församling, Målilla med Gårdveda församling och Lönneberga församling. Kontraktet uppgick 1962 i Sevede och Aspelands kontrakt tillsammans med Tunaläns och Sevede kontrakt.

## Administrativ historik
- Mörlunda församling
- Tveta församling
- Virserums församling
- Järeda församling
- Målilla med Gårdveda församling
- Lönneberga församling

## Kontraktsprostar
| Ämbetstid | Namn                | Levnadstid | Övrigt                                 |
| --------- | ------------------- | ---------- | -------------------------------------- |
| 1411      | Pether              |            | Kyrkoherde i Virserums församling.     |
| 1522      | Laurentius Giöthe   |            | Kyrkoherde i Målilla församling.       |
| 1547      | Franciscus          |            | Kyrkoherde i Virserums församling.     |
| 1593      | Olavus Erici        |            | Kyrkoherde i Mörlunda församling.      |
| 1603      | Jonas Petri         |            | Kyrkoherde i Mörlunda församling.      |
| 1624      | Hemmingus Petri     |            | Kyrkoherde i Målilla församling        |
| 1638–1655 | A. Gryphius         |            | Kyrkoherde i Virserums församling.     |
| 1656–1679 | Olaus Sunonis       | 1604–1680  | Kyrkoherde i Vimmerby stadsförsamling. |
| 1679–1692 | Joel Laurbeckius    | 1621–1692  | Kyrkoherde i Mörlunda församling.      |
| 1693–1704 | Johannes Phœnix     | 1631–1704  | Kyrkoherde i Vimmerby stadsförsamling. |
| 1705–1710 | P. Corvinus         |            | Kyrkoherde i Virserums församling.     |
| 1711–1715 | N. Duvaerus         |            | Kyrkoherde i Rumskulla församling.     |
| 1720–1739 | M. N. Wrethelius    |            | Kyrkoherde i Mörlunda församling.      |
| 1742–1751 | J. Segersten        |            | Kyrkoherde i Virserums församling.     |
| 1751–1759 | Henricus Rulin      | 1691–1759  | Kyrkoherde i Lönneberga församling.    |
| 1760–1767 | J. Runberg          |            | Kyrkoherde i Lönneberga församling.    |
| 1768–1799 | E. Norbeck          |            | Kyrkoherde i Mörlunda församling.      |
| 1800–1812 | L. B. Hult          |            | Kyrkoherde i Målilla församling.       |
| 1813      | S- A- Waenerberg    |            | Kyrkoherde i Virserums församling.     |
| 1813–1822 | J. Kastman          |            | Kyrkoherde i Lönneberga församling.    |
| 1822–1854 | F. Lundvall         |            | Kyrkoherde i Mörlunda församling.      |
| 1854–1868 | N. W. Frösén        |            | Kyrkoherde i Målilla församling.       |
| 1868–1874 | S. E. Kernell       |            | Kyrkoherde i Lönneberga församling.    |
| 1874–1882 | F. W. Carlson       |            | Kyrkoherde i Mörlunda församling.      |
| 1883–1885 | C. W. Forsselius    |            | Kyrkoherde i Målilla församling.       |
| 1885–1897 | K. J. B. Dahlberger |            | Kyrkoherde i Virserums församling.     |
| 1897–1913 | O. A. Carlsson      |            | Kyrkoherde i Mörlunda församling.      |
| 1913–1921 | K. N. Nilsson       |            | Kyrkoherde i Virserums församling.     |
| 1921–     | A. E. Ekberg        |            | Kyrkoherde i Lönneberga församling.    |